# Jawaharlal Nehru
Jawāharlāl Nehru, en hindi: जवाहरलाल नेहरू, (Allahabad, 14 de noviembre de 1889-Nueva Delhi, 27 de mayo de 1964) fue un nacionalista y político indio, destacado en la lucha por la independencia de su país del Imperio británico. Fue líder del ala moderada socialista del Congreso Nacional Indio. Fue la primera persona en ocupar el cargo de primer ministro de la India, desde la independencia del país, ocurrida el 15 de agosto de 1947, hasta su muerte.

## Biografía
Fue hijo de Motilal Nehru, un brahman de la región de Cachemira, destacado político, dirigente del Congreso Nacional Indio, que trabajó como abogado y notario. Jawaharlal era el mayor de cuatro hermanos; una de sus hermanas, Vijaya Lakshmi Pandit, también líder en la lucha por la independencia, dedicada a la política, el gobierno y la diplomacia, siendo la primera mujer en formar parte del gabinete de la India independiente.
Se formó en el Reino Unido, donde estudió en la Harrow School y en el Trinity College de Cambridge, para posteriormente estudiar leyes en Inner Temple. En 1912 regresó a la India, y trabajó algunos años como abogado, profesión por la que no sentía un gran interés.
Nehru se casó en 1916 con Kamala Kaul, una joven de diecisiete años que también provenía de la región de Cachemira. En 1917 nace su hija, Indira Gandhi, quien seguiría los pasos de su padre hasta convertirse en primera ministra de la India. Kamala dio a luz a un niño en noviembre de 1924, pero vivió solo una semana. Nehru convivió varios años con Padmaja Naidu, relación que nunca se formalizó y se cree que mantuvo relaciones con Edwina Mountbatten; la hija de esta última reconoció que hubo una aventura platónica.
Alcanzó la presidencia del Congreso Nacional Indio por primera vez en 1929.
El 8 de agosto de 1942 fue encarcelado junto a otros dirigentes durante treinta y dos meses tras el inicio de la campaña de desobediencia civil impulsada por Mahatma Gandhi.
Formó el primer gobierno hindú en julio de 1946, con la oposición de la Liga Musulmana, que aspiraba a crear un estado propio, separado de la India y que finalmente se hizo realidad en 1947 (Pakistán).

## Gobierno (1947-1964)
Como primer ministro llevó a cabo una política exterior de no alineamiento y se convirtió en uno de los fundadores y dirigentes del movimiento de países no alineados, reunidos por primera vez en la llamada Conferencia de Bandung. Reclamó Cachemira a pesar de la oposición de Pakistán, lo que desató la guerra indo-paquistaní de 1947 (1947-1949). En septiembre de 1948 intervino en la provincia de Hyderabad ante la declaración de independencia de la misma, en la denominada Operación Polo. El 18 y 19 de diciembre de 1961 se produce la anexión de Goa, que fuera colonia portuguesa desde 1510. Fue derrotado militarmente por la República Popular China en octubre de 1962 en la guerra sino-india. A partir de entonces realizó una política de buena vecindad. Ocupó el cargo hasta su muerte, acaecida el 27 de mayo de 1964.

## Política económica
Introdujo la planificación y el control de la economía del Estado, con la creación de la Comisión de Planificación de India en 1948, aunque este organismo comenzó a funcionar el 28 de marzo de 1950, teniendo como funciones principales la generación de proyectos de desarrollo y la asignación de recursos (mano de obra, materia prima y divisas) para llevarlos a cabo.
Elaboró el primer plan quinquenal en 1951, que trazó las inversiones del gobierno en la industria y la agricultura. Aumentó los impuestos sobre la renta empresarial y se anticipó a una economía mixta en la que el gobierno se encargaría de las industrias estratégicas que sirven al interés público: minería, electricidad y pesados, mientras que el resto sería competencia de las empresas privadas. A través de este plan, buscó la redistribución de la tierra y puso en marcha programas para construir canales de riego, presas y difundir el uso de fertilizantes para aumentar la producción agrícola. También fue pionero en una serie de programas de desarrollo comunitario dirigidos a difundir diversas industrias artesanales y el aumento de la eficiencia en la India rural.
Alentó la construcción de grandes represas, que el mismo llamó los "nuevos templos de la India", obras de riego y la generación de energía hidroeléctrica y puso en marcha el programa de la India para aprovechar la energía nuclear a partir de la Ley de Energía atómica de 1948. Durante la mayor parte de su mandato como primer ministro, la India siguió enfrentándose a grave escasez de alimentos a pesar del progreso y el aumento de la producción agrícola.

Construyó relaciones amistosas con la Unión Soviética. Durante su visita al país en 1955, dijo que estaba "profundamente impresionado por los grandes logros de la Unión Soviética" y "He visto a este inmenso país transformarse gracias al duro trabajo de su gente". La URSS proporcionó asistencia económica a la India. Así, en 1955, construyó la fábrica de acero de Bhilai, la mayor fábrica de acero de la India, que produce aproximadamente la misma cantidad de acero que todas las demás fábricas de acero que existían entonces en el país. Muchas otras fábricas y compañías siguieron el ejemplo con préstamos a bajo interés. Según Félix Yurlov, especialista en India del Instituto de Estudios Orientales de Rusia: 
"Desde 1955 hasta finales de los años 60, la URSS ayudó a la India con un total de 1500 millones de dólares en préstamos y contribuyó a la construcción de docenas de grandes empresas en áreas clave de su economía: metalurgia, energía, ingeniería, petroquímica".
Las políticas industriales, que se resumen en la Resolución de Política Industrial de 1956, alentaron el crecimiento de fábricas y de la industria pesada, pero la planificación estatal, los controles y las regulaciones comenzaron a deteriorar la productividad, la calidad y la rentabilidad.
Aunque la economía de la India disfrutó de una tasa constante de crecimiento en el 2,5% anual, el desempleo crónico, junto con la pobreza generalizada siguió afectando a la población. DD Kosambi, reconocido historiador marxista, criticó la explotación que la clase burguesa hizo de la ideología socialista de Nehru. Nehru fue acusado de promover el capitalismo disfrazado de socialismo democrático, entre otras cosas.

## La tierra y la reforma agraria
Bajo el liderazgo de Nehru, el gobierno intentó desarrollar la India rápidamente, embarcándose en la reforma agraria y la industrialización. Se introdujo una reforma agraria exitosa que abolió latifundios gigantes. Los intentos de introducir la agricultura cooperativa a gran escala se vieron frustrados por las élites terratenientes rurales, que formaban el núcleo de la poderosa derecha del Congreso que tuvo un considerable apoyo político de la oposición. La producción agrícola se expandió hasta principios de 1960, ya que se trajo tierra adicional de cultivo y algunos proyectos de riego comenzaron a tener un efecto.
La creación de universidades agrícolas, siguiendo el modelo estadounidense de concesión de tierras para las universidades —por parte del gobierno federal conforme a la Ley Morill de 1982 y 1890—, contribuyó al desarrollo de la economía. Estas universidades trabajaron con variedades de trigo, de alto rendimiento y de arroz, desarrollado inicialmente en México y en Filipinas. En la década de 1960 comenzó la revolución Verde, un esfuerzo para diversificar y aumentar la producción de cultivos. Al mismo tiempo, una serie de monzones causaron grave escasez de alimentos, a pesar del progreso constante y el aumento de la producción agrícola.

## Política nacional
El Imperio británico en la India, que incluía la actual India, Paquistán y Bangladés, se divide en dos tipos de territorios: las Provincias de la India Británica, que se rigen directamente por funcionarios británicos, bajo la responsabilidad del Gobernador General de la India y los estados principescos, bajo el dominio de los gobernantes hereditarios locales que reconocieron soberanía británica a cambio de la autonomía local, en la mayoría de los casos establecidos por tratados.
Entre 1947 y 1950 aproximadamente, los territorios de los estados principescos de la India fueron integrados políticamente en la Unión India bajo el mandato de Nehru y Sardar Patel. La mayoría se fusionaron en provincias existentes, mientras que otros se organizaron en nuevas provincias como: Rajputana, Himachal Pradesh, Madhya Bharat y Vindhya Pradesh, compuesto por múltiples estados principescos. Unas pocas como: Mysore, Hyderabad, Bhopal y Bilaspur, se independizaron.
Según la Ley de 1935, se mantuvo el derecho constitucional de la India, en espera de la adopción de una nueva Constitución y con la nueva Constitución de 1950, que entró en vigor el 26 de enero de 1950, la India se convirtió en una república democrática soberana. Nehru declaró que la nueva república sería una "Unión de Estados". En ella se distinguían tres tipos de Estados Unidos:
1. La región A, que eran provincias de la India británica, gobernadas por un gobernador electo y la legislatura estatal.
2. La región B eran antiguos estados principescos regidos por un rajpramukh, que solía ser el gobernante de un estado constituyente y un poder legislativo elegido. El rajpramukh fue nombrado por el presidente de la India.
3. La región C incluyó estados incluidos ambas provincias, los antiguos comisarios principales y algunos estados principescos de la India, y cada uno se rige por un comisario jefe nombrado por el presidente de la India.
4. El único Estado, región D, eran las islas Andaman y Nicobar, que se administraban por un teniente gobernador nombrado por el gobierno central.[21]

En diciembre de 1953, se nombró la Comisión de Reorganización de los Estados Unidos para la creación de estados en las líneas lingüísticas fue encabezada por el juez Fazal Ali y también la comisión, conocida como la Comisión Fazal Ali. Los esfuerzos de esta comisión fueron supervisados por Govind Pant Ballabh, que fue ministro del Interior de Nehru en diciembre de 1954. La comisión creó un informe en 1955 que recomienda la reorganización de los estados de la India:
En la Séptima Enmienda, la distinción de tres tipos de estados existentes A, B y C, quedó modificada debido a que se abolió la región A. La distinción entre estados de la región A y la región B se retiró, y recibió el nombre "estados". Un nuevo tipo de entidad, los territorios de la Unión, sustituyó a la clasificación como región C y D.

## La educación y la reforma social
Fue un apasionado defensor de la educación, la que consideraba que era indispensable para el progreso futuro de la India. Su gobierno promovió la creación de muchas instituciones de educación superior, como el Instituto All India de Ciencias Médicas, el Instituto Indio de Tecnología, el Instituto Indio de Gestión y el Instituto Nacional de Tecnología.
En su plan quinquenal, se tomaron medidas tendientes a garantizar la educación primaria gratuita y obligatoria a todos los niños de la India menores de 14 años, supervisando la creación de programas de inscripción masiva de la población a las escuelas y la construcción de miles de centros educativos. Para los adultos, sobre todo en las zonas rurales, se organizaron centros de educación y escuelas de formación profesional y técnica. 
Durante su gobierno se pusieron en marcha iniciativas para combatir la desnutrición, como el suministro de leche y comidas gratis para los niños. 
El Parlamento de la India aprobó varios cambios en las leyes para penalizar la discriminación de castas y aumentar los derechos y libertades sociales de las mujeres. Para erradicar las desigualdades sociales provocadas por el sistema tradicional de las castas, creó un sistema de reserva de plazas en los servicios gubernamentales y las instituciones educativas. 
Defendió el laicismo y la armonía religiosa, promoviendo el aumento de la representación de las minorías en el gobierno; redactó el artículo 44 de la constitución de la India según los Principios Rectores de la Política de Estado, que establece que: "El Estado se esforzará por garantizar a los ciudadanos un código civil uniforme en todo el territorio de la India". Este artículo ha sido la base de la laicidad en la India, aunque fue criticado por la aplicación desigual de la ley,  pues permitió que el pequeño estado de Goa mantuviera un código civil basado en las antiguas leyes portuguesas, y a los musulmanes mantener sus leyes en asuntos relacionados con el matrimonio y la herencia. Estas excepciones finalizaron con la anexión de Goa en 1961. Esto dio lugar a acusaciones de laicismo selectivo.
Hizo aprobar la Ley Especial sobre el matrimonio en 1954 con la que se consagraba el matrimonio civil. Esta ley se aplicó en toda la India, a excepción de Jammu y Cachemira, lo que de nuevo dio lugar a acusaciones de laicismo selectivo. La sustitución del matrimonio de acuerdo a las leyes particulares de cada religión por el matrimonio civil, garantizó la aplicación de derechos fundamentales, lo que resultó particularmente beneficioso para las mujeres musulmanas. 
En el marco del acto del matrimonio era ilegal la poligamia y, sin embargo, la herencia y la sucesión se rigen por la Ley india de sucesión, en lugar de la respectiva ley musulmana. El divorcio también se rige por la ley secular, y el mantenimiento de una mujer divorciada estaría garantizado por la ley civil.
Condujo la facción del Partido del Congreso, que promovió la lengua hindi como la lengua franca de la nación hindú. Después de un debate exhaustivo y dividido con las personas que no hablan hindi, se adoptó esta como lengua oficial de la India en 1950. Los esfuerzos realizados por el gobierno de la India para hacer del hindi la única lengua oficial después de 1965 no fueron aceptables para muchos estados de la India donde no se hablaba el hindi, los que pretendían que se siguiera usando el inglés. La Ley de idiomas oficiales finalmente fue modificada en 1967 por el Gobierno del Congreso encabezado por Indira Gandhi en la que se consagra el uso indefinido de hindi y del inglés como idiomas oficiales.

## Seguridad nacional y política exterior

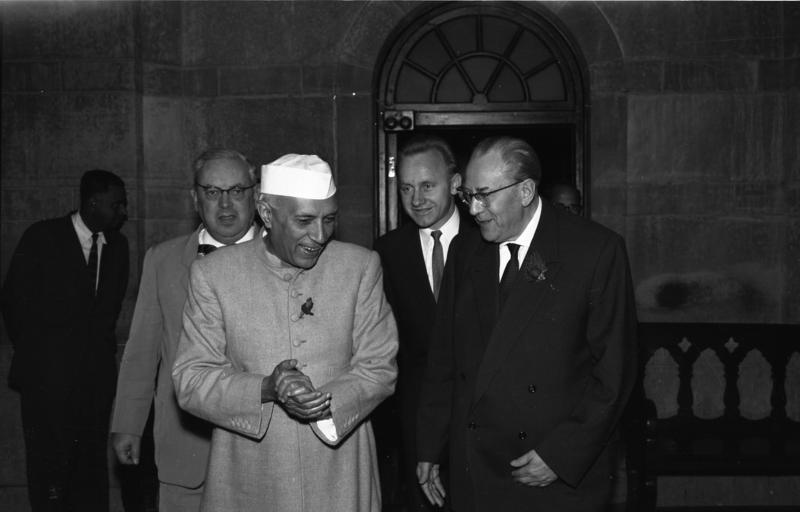
El primer ministro Nehru y el primer ministro de la República Democrática Alemana, Otto Grotewohl, en una reunión el 12 de enero de 1959. Atrás: el vicepresidente del Consejo de Ministros y el ministro de Asuntos Exteriores de Alemania, Dr. Lothar Bolz.

Mantuvo buenas relaciones con el Imperio Británico y se incorporó a la Mancomunidad Británica de Naciones y aceptaría al monarca británico como un "símbolo de la libre asociación de sus países miembros independientes y, como tal, Jefe de la Commonwealth" en la Declaración de Londres. Esta declaración permitió que una república como la India integrara la Mancomunidad y que las otras naciones de la Commonwealth reconocieran la afiliación a la asociación de la India. Solo los políticos de la extrema izquierda y la extrema derecha criticaron esta decisión. 
Durante todo su mandato, tanto Estados Unidos como la Unión Soviética compitieron para hacer de la India un aliado en la Guerra Fría.
En el ámbito internacional, fue un firme defensor del pacifismo y de las Naciones Unidas. Fue cofundador del Movimiento de Países No Alineados que profesan la neutralidad frente a los bloques de naciones rivales lideradas por los Estados Unidos y la Unión Soviética. Su gobierno reconoció a la República Popular de China poco después de su fundación, en contraposición a la mayor parte de los países del bloque occidental que continuaban teniendo relaciones políticas con la República de China, abogó por su inclusión en las Naciones Unidas y se negó a reconocer a este país como agresor en su conflicto con Corea. Trató de establecer relaciones cordiales y amistosas con China en 1950, y expresó la esperanza de actuar como intermediario para aliviar las tensiones entre los estados comunistas y el bloque occidental.
En 1948 había prometido celebrar un plebiscito en Cachemira bajo los auspicios de la ONU. Cachemira era un territorio en disputa entre la India y Paquistán, en guerra por dicho estado desde 1948. Sin embargo, como Pakistán no retiró las tropas —de conformidad con la resolución y de la ONU—, Nehru se puso cada vez más cautelosos frente a la ONU, que se negaba a celebrar el plebiscito, sin embargo tuvo lugar en 1953. Sus políticas sobre Cachemira y la integración de dicho estado en la India fue defendida con frecuencia frente a las Naciones Unidas por su ayudante, Krishna Menon, un diplomático brillante, que se ganó una reputación en la India por sus discursos apasionados.
Nehru, siendo un pacifista, no era ciego a la realidad política y geoestratégica hindú en 1947 y puso la primera piedra de la Academia de Defensa Nacional (India) en 1949, declaró:

Nosotros, que durante generaciones habíamos hablado e intentado todo de manera pacífica y practicando la no violencia, ahora deberíamos estar, en cierto sentido, glorificando a nuestro ejército, la marina y la fuerza aérea. Significa mucho. Aunque es extraño, simplemente refleja la rareza de la vida. Ahora, es lógico, tenemos que hacer frente a todas las contingencias y,  a menos que estemos preparados para enfrentarlas, nos hundiremos. No hubo mayor príncipe de la paz y apóstol de la no violencia que Mahatma Gandhi pero, sin embargo, dijo que era mejor tomar la espada a rendirse, fallar o huir. No podemos vivir sin preocupaciones asumiendo que estamos a salvo. La naturaleza humana es tal. No podemos correr riesgos y arriesgar nuestra libertad ganada con tanto esfuerzo. Tenemos que estar preparados con todos los métodos de defensa modernos y un ejército, una marina y una fuerza aérea bien equipados.

Previó el desarrollo de armas nucleares y estableció la Comisión de Energía Atómica de la India (AEC) en 1948, fue llamado Dr. Homi en referencia a J. Bhabha, un físico nuclear, que se encargó con total autoridad de todos los asuntos y programas en la esfera nuclear. La política nuclear de la India se estableció mediante el compromiso personal no escrito entre Nehru y Bhabha, al que dijo una famosa frase: "Profesor Bhabha cuide de la Física, deje las relaciones internacionales a mí". 
Desde el principio, en 1948, tenía grandes ambiciones para desarrollar este programa por estar en contra de los países industrializados y la base de este programa fue establecer una capacidad de Armas Nucleares de la India como parte de la superioridad regional de la India a otros países del sur de Asia, muy especialmente Paquistán.
Fue aclamado por muchos por trabajar para distender las tensiones mundiales y la amenaza de las armas nucleares después de la guerra de Corea (1950-1953). Encargó el primer estudio de los efectos humanos de las explosiones nucleares, e hizo campaña sin descanso por la abolición de lo que llamó «estos motores espantosos de destrucción». También tenía razones pragmáticas para promover la desnuclearización, por temor a que una carrera armamentista nuclear condujese a un exceso de militarización que sería inasequible para los países en desarrollo como el suyo.
En 1953 ordenó la detención del político kashmiri Sheikh Abdullah, a quien había apoyado previamente y que era sospechoso de albergar ambiciones separatistas; Bakshi Ghulam Mohammad lo reemplazó.
En 1954 firmó con China, los Cinco Principios de Coexistencia Pacífica, conocido en la India como el Panchsheel (en sánscrito, panch: cinco, sheel: virtudes), un conjunto de principios que deben regir las relaciones entre los dos estados. Su primera codificación formal en forma de tratado fue bajo el nombre de "Acuerdo, firmado en Pekín el 29 de abril de 1954 —con canje de notas—, sobre el comercio y las relaciones entre el Tíbet (Región de China) y la India", por China y la India, en cuyo preámbulo aparecían dichos enunciados. Las negociaciones tuvieron lugar en Delhi desde diciembre de 1953 a abril de 1954 entre la delegación del gobierno de China y de la delegación del gobierno de la India sobre las relaciones entre los dos países con respecto a los territorios en disputa de Aksai Chin y el sur del Tíbet. El tratado fue ignorado en la década de 1960, pero en la década de 1970, los Cinco Principios, de nuevo, se consideraron importantes en las relaciones entre China y la India y también como normas de las relaciones entre los Estados y fueron ampliamente reconocidos y aceptados en toda la región durante la presidencia de Indira Gandhi y durante los tres años del Partido Janata (1977-1980).
En 1956 Nehru había criticado la invasión conjunta del Canal de Suez por los británicos, franceses e israelíes. El papel de Nehru, tanto como el primer ministro indio y líder del Movimiento de Países No Alineados fue significativa, trató de ser imparcial entre las dos partes, al tiempo que denunció Edén y los copatrocinadores de la agresión con fuerza. Tenía un poderoso aliado en el presidente estadounidense Dwight Eisenhower que, aunque de un modo silencioso al público, llegó al extremo de utilizar la influencia de Estados Unidos en el FMI para que Gran Bretaña y Francia abandonasen. El episodio elevó considerablemente el prestigio de Nehru y la India, entre las naciones del tercer mundo. Durante la crisis de Suez, la mano derecha de Nehru, Menon, intentó persuadir a un recalcitrante Gamal Nasser a un compromiso con Occidente, y fue clave en el movimiento de las potencias occidentales hacia la conciencia de que Nasser podría resultar dispuesto a ceder.
En 1957, Menon se encargó de elaborar un discurso de ocho horas defendiendo la postura de la India sobre Cachemira. Hasta la fecha, es el discurso más largo, jamás pronunciado, en el Consejo de Seguridad de las Naciones Unidas, que abarca cinco horas de la 762 ª sesión, el 23 de enero, y dos horas y cuarenta y ocho minutos en el 24, concluyendo ,al parecer, con el colapso de Menon en el suelo del Consejo de Seguridad. De este modo, y con éxito consolidó el poder hindú en Cachemira, que por aquel entonces se encontraba bajo un gran malestar. La apasionada defensa de Menon de la soberanía de la India en Cachemira, amplió su base de apoyo en la India y llevó a la prensa hindú a doblar temporalmente el "Héroe de Cachemira". Nehru estaba entonces en la cima de su popularidad en la India, la única crítica (menor) vino de la extrema derecha. 
Los Estados Unidos apoyado a la corte Nehru después de su intervención en favor de Nasser, durante la crisis de Suez, sin embargo, las sospechas de una Guerra Fría y la desconfianza americana del socialismo Nehru enfriaron las relaciones entre la India y los EE. UU., pues sospechaba que Nehru apoyaba tácitamente a la Unión Soviética. 
Nehru mantuvo buenas relaciones con el Reino Unido, incluso después de la crisis de Suez, aceptó el arbitraje del Reino Unido y el Banco Mundial, la firma del Tratado de Aguas del Indo en 1960 con Paquistán gobernado por Ayub Khan, para resolver las disputas de hacía años por compartir los recursos de los principales ríos de la región de Punjab.
La política exterior de Nehru sufrió por la reafirmación china sobre disputas fronterizas y por la decisión de conceder asilo político al decimocuarto Dalái lama. Después de años de negociaciones fallidas, Nehru autorizó al ejército hindú a liberar a Goa en 1961 de la ocupación portuguesa y, a continuación, se la anexó formalmente a la India; esto aumentó su popularidad, pero fue criticado por la oposición comunista por el uso de la fuerza militar. El uso de la fuerza militar contra Portugal le ganó la buena voluntad entre los grupos de extrema derecha y de extrema izquierda.

## Pensamiento

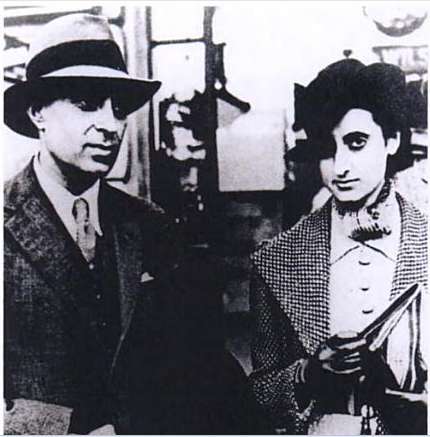
Nehru e Indira en Londres, en la década de 1930.

Nehru se sustentó en su «temperamento científico» como un modo de vida, que él mismo define en este contexto como un proceso individual y social de pensar y actuar que utiliza el método científico y que, en consecuencia, puede incluir el cuestionar, observar, analizar y comunicar (no necesariamente en ese orden). Describe al «temperamento científico» como una actitud que implica la aplicación de la lógica, la discusión, el argumento y el análisis que son partes vitales del temperamento científico. Elementos de equidad, igualdad y democracia están incorporados en ella.